# Ambasadorowie Chin w Rosji
Artykuł zawiera listę przedstawicieli Cesarstwa Chińskiego, Republiki Chińskiej oraz Chińskiej Republiki Ludowej w Carstwie Rosyjskim, Związku Socjalistycznych Republik Radzieckich oraz Federacji Rosyjskiej od 1878 roku.

## Cesarstwo Qing(1878-1912)

### Posłowie dynastii Qing w Carstwie Rosyjskim (1878-1912)
Chiny cesarskie rozpoczęły wysyłanie stałych wysłanników do Rosji za panowania Guangxu w 1878 roku. Wszyscy jej przedstawiciele byli posłami drugiego stopnia.  
| Osoba (Pinyin) | Osoba (Znaki upr.) | Od                   | Do                   | Uwagi |
| -------------- | ------------------ | -------------------- | -------------------- | ----- |
| Chong Hou      | 崇厚               | 22 czerwca 1878      | 10 października 1879 |       |
| Shao Youlian   | 邵友濂             | 22 października 1879 | 3 sierpnia 1880      |       |
| Zeng Jize      | 曾纪泽             | 12 lutego 1880       | 17 sierpnia 1886     |       |
| Liu Ruifen     | 刘瑞芬             | 27 lipca 1885        | 4 stycznia 1888      |       |
| Hong Jun       | 崇厚               | 23 czerwca 1887      | 25 lutego 1891       |       |
| Xu Jingcheng   | 许景澄             | 9 września 1890      | 28 maja 1897         |       |
| Yang Ru        | 杨儒               | 23 listopada 1896    | 17 lutego 1902       |       |
| Gui Chun       | 桂春               | 9 kwietnia 1900      | 29 lipca 1900        |       |
| Hu Weide       | 胡惟德             | 12 lipca 1902        | 7 października 1907  |       |
| Sa Yintu       | 萨荫图             | 23 września 1907     | 22 września 1911     |       |
| Lu Zhengxiang  | 陸徵祥             | 6 września 1911      | luty 1912            |       |

## Republika Chińska(1912 - 1949)

### Posłowie Republiki Chińskiej w Carstwie Rosyjskim (1912 - 1917)
Republika Chińska po nawiązaniu stosunków z Imperium Rosyjskim posiadała w tym kraju swojego przedstawiciela w randze posła pełnomocnego. Lu Zhengxiang nie był stałym przedstawicielem Republiki Chińskiej. Przebywał w Rosji na misji specjalnej. Po zwycięstwie rewolucji październikowej w 1917 roku i obaleniu caratu, stosunki pomiędzy oboma państwami zostały zerwane. 
| Osoba (Pinyin) | Osoba (Znaki upr.) | Od               | Do             | Uwagi |
| -------------- | ------------------ | ---------------- | -------------- | ----- |
| Lu Zhengxiang  | 陸徵祥             | luty 1912        | marzec 1912    |       |
| Liu Jingren    | 刘镜人             | 16 września 1912 | 26 lutego 1918 |       |

### Posłowie Republiki Chińskiej w Związku Socjalistycznych Republik Radzieckich (1924 - 1929)
Stosunki pomiędzy ZSRR a Republiką Chińską zostały nawiązane w 1924 roku. Pierwsi jej przedstawiciele posiadali rangę posłów pełnomocnych. Stosunki dwustronne zostały zerwane w 1929 roku.
| Ambasador (Pinyin) | Ambasador (Znaki upr.) | Od                  | Do               | Uwagi                                                             |
| ------------------ | ---------------------- | ------------------- | ---------------- | ----------------------------------------------------------------- |
| Li Jia’ao          | 李家鏊                 | 6 października 1923 | 29 sierpnia 1925 |                                                                   |
| Sun Baoqi          | 孙宝琦                 | 29 sierpnia 1925    |                  | Stosunki pomiędzy państwami zostały zerwane zanim przybył do ZSRR |

### Ambasadorowie Republiki Chińskiej w Związku Socjalistycznych Republik Radzieckich (1933 - 1949)
12 grudnia 1932 roku stosunki pomiędzy Republiką Chińską a ZSRR zostały nawiązane ponownie. Ranga przedstawicieli została podniesiona do stopnia ambasadora.
| Ambasador (Pinyin) | Ambasador (Znaki upr.) | Od               | Do                   | Uwagi |
| ------------------ | ---------------------- | ---------------- | -------------------- | ----- |
| Yan Huiqing        | 颜惠庆                 | 6 stycznia 1933  | 26 sierpnia 1936     |       |
| Jiang Tingfu       | 蒋廷黼                 | 26 sierpnia 1936 | 12 maja 1938         |       |
| Yang Jie           | 杨杰                   | 12 maja 1938     | 18 kwietnia 1940     |       |
| Shao Lizi          | 邵力子                 | 18 kwietnia 1940 | 15 stycznia 1943     |       |
| Fu Bingchang       | 傅秉常                 | 15 stycznia 1943 | 11 października 1949 |       |

## Chińska Republika Ludowa(od 1949)
Chińska Republika Ludowa posiada w Rosji swojego przedstawiciela w randze ambasadora od 1949 roku. 2 października 1949 Związek Radziecki stał się pierwszym krajem na świecie, który uznał ChRL i nawiązał z nią dyplomatyczne stosunki. Mianowany 3 października ambasadorem w ZSRR Wang Jiaxiang, stał się pierwszym mianowanym przez ChRL przedstawicielem tej rangi na świecie. W lutym 1992 dotychczasowy ambasador chiński w Związku Socjalistycznych Republik Radzieckich został powołany na ambasadora w Federacji Rosyjskiej.

### Ambasadorowie Chińskiej Republiki Ludowej w Związku Socjalistycznych Republik Radzieckich (1949-1992)
| Ambasador (Pinyin) | Ambasador (Znaki upr.) | Od               | Do               | Uwagi |
| ------------------ | ---------------------- | ---------------- | ---------------- | ----- |
| Wang Jiaxiang      | 王稼祥                 | październik 1949 | luty 1951        |       |
| Zhang Wentian      | 张闻天                 | kwiecień 1951    | styczeń 1955     |       |
| Liu Xiao           | 刘晓                   | luty 1955        | październik 1962 |       |
| Pan Zili           | 潘自力                 | grudzień 1962    | maj 1966         |       |
| Liu Xinquan        | 刘新权                 | listopad 1970    | marzec 1976      |       |
| Wang Youping       | 王幼平                 | sierpień 1977    | lipiec 1979      |       |
| Yang Shouzheng     | 杨守正                 | kwiecień 1980    | styczeń 1985     |       |
| Li Zewang          | 李则望                 | marzec 1985      | lipiec 1987      |       |
| Yu Hongliang       | 于洪亮                 | wrzesień 1988    | listopad 1991    |       |
| Wang Jinqing       | 王荩卿                 | grudzień 1991    | luty 1992        |       |

### Ambasadorowie Chińskiej Republiki Ludowej w Federacji Rosyjskiej (od 1992)
| Ambasador (Pinyin) | Ambasador (Znaki upr.) | Od               | Do               | Uwagi |
| ------------------ | ---------------------- | ---------------- | ---------------- | ----- |
| Wang Jinqing       | 王荩卿                 | luty 1992        | czerwiec 1995    |       |
| Li Fenglin         | 李凤林                 | czerwiec 1995    | wrzesień 1998    |       |
| Wu Tao             | 武韬                   | wrzesień 1998    | lipiec 2001      |       |
| Zhang Deguang      | 张德广                 | lipiec 2001      | październik 2003 |       |
| Liu Guchang        | 刘古昌                 | listopad 2003    | lipiec 2009      |       |
| Li Hui             | 李辉                   | od sierpnia 2009 | do sierpnia 2019 |       |
| Zhang Hanhui       | 张汉晖                 | 12 sierpnia 2019 |                  |       |